# Domaine de Chevalier
Le domaine de Chevalier est un domaine viticole, de 80 ha d'un seul tenant, situé à Léognan en Gironde. Situé en AOC pessac-léognan, il est classé grand cru dans le classement des vins de Graves.

## Histoire du domaine
À l’origine au XVIIe siècle le petit domaine de Chivaley ne comporte que quelques arpents de vignes au milieu de grandes étendues de forêts. Le nom de Chivaley signifie Chevalier en gascon et serait lié au très ancien chemin de Saint-Jacques de Compostelle qui borde la propriété. Ce n’est qu’à partir de la seconde moitié du XIXe siècle que, sous le nom de domaine de Chevalier, la propriété prend son essor viticole. En effet en 1865, Arnaud Ricard et son fils Jean, acquièrent le domaine. Jean Ricard est le véritable créateur du domaine. À partir de 1900, son gendre Gabriel Beaumartin durant 40 ans va asseoir la réputation du vignoble. Sous la gestion de Claude Ricard, qui gérera la propriété durant trente-cinq ans, de 1948 à 1983, le domaine intègre le groupe des Grands Crus Classés de Graves lors du classement de 1953.
En 1983, le groupe familial Bernard,, fondé en 1928 par Lucien Bernard, un lillois né en 1893 marié à une bordelaise, jusqu’alors spécialisé dans le négoce des eaux de vie et des grands crus de Bordeaux, achète le Domaine de Chevalier. Le directeur actuel du domaine est Olivier Bernard (1960-), petit fils de Lucien Bernard et fils de Liliane Cruse (1925-2017) et de Jean Bernard (1928-). La société civile « Domaine de Chevalier » gère et exploite trois autres vignobles : le Domaine de la Solitude à Martillac (en fermage depuis 1993), le Château Lespault-Martillac depuis 2009 (en fermage) et le Clos des Lunes à Sauternes (créé en 2011), où est produit un vin blanc sec. Au total la société civile devrait atteindre avant 2020, une superficie exploitée de 200 ha.

## Terroir
Le vignoble de 61 ha (55 ha en rouge, et 6 ha en blanc) est situé sur un sol de sables noirs et de fines graves blanches sur sous-sol à bases d'alios. L'encépagement des vins rouges est composé à 63 % de cabernet-sauvignon, 30 % de merlot, 5 % de petit verdot et 2 % de cabernet franc. Celui des vins blancs est à 70 % de sauvignon et 30 % de sémillon. L'âge moyen des vignes est de 35 ans et elles sont plantées à une très forte densité de 10 000 pieds/ha en moyenne.

## Vins
Les vins de Chevalier sont des vins tanniques, parfois un peu durs qui demandent du temps pour s'ouvrir et donner leur plein potentiel. Ce sont des vins de très longue garde.
Le domaine de Chevalier produit un second vin l'Esprit de Chevalier.